# Матлахов Олександр Родіонович
Олександр Родіонович Матлахов (рос. Александр Родионович Матлахов; 3 березня 1995, Волзький, Росія — 2 жовтня 2023, Роботине, Україна) — російський офіцер, капітан ПДВ РФ. Герой Російської Федерації.

## Біографія
В 2013 році закінчив Волзьку гумназію, в 2018 році — Рязанське повітрянодесантне командне училище, після чого був направлений в 76-ту десантно-штурмову дивізію. Служив на командних посадах в 175-му окремому розвідувальному батальйоні.
З 24 лютого 2022 року брав участь у вторгненні в Україну, заступник командира роти та інструктор з повітряно-десантної підготовки роти спецпризначення свого батальйону. З вересня 2023 року бився на Запорізькому напрямку. Загинув у бою.

## Нагороди
- Орден Мужності — нагороджений двічі.
- Медаль Жукова
- Медаль «За військову доблесть» 2-го ступеня
- Звання «Герой Російської Федерації» (11 березня 2024, посмертно) — «за мужність і героїзм, проявлені під час виконання військового обов'язку.» 25 квітня медаль «Золота зірка» була передана рідним Матлахова губернатором Волгоградської області Андрієм Бочаровим.